# عبد الغفور آرزو
عبد الغفور بن أختر محمد آرِزو (17 فبراير 1962) شاعر وأديب ودبلوماسي أفغاني. ولد في هرات لعائلة مثقفة ونشأ ودرس بها. بدأ في كتابة الشعر منذ 1979 ثم هاجر إلى إيران في نفس العام بعد الحرب السوفيتية في أفغانستان وسكن بمحافظة خراسان. واصل دراسته العالية في طهران فحصل على درجة الدكتوراه في الأدب الفارسي من جامعة تربية مدرس. شغل العديد من المناصب الدبلوماسية للجمهورية أفغانستان الإسلامية. له بحوث ومقالات ودواوين عديدة وقد اشتهر بأبحاثه الأدبية حول عبد القادر بيدِل.

## سيرته
ولد عبد الغفور بن أختَر محمد الهِرَوي يوم 17 فبراير 1962/ 11 رمضان 1381/ 28 دلو 1340 في مدينة هرات شرقي أفغانستان ونشأ في أسرة مثقفة. كان والده على دراية بتاريخ والتصوف والأدب والموسيقى الكلاسيكية وكذلك والدته متعلمة بطريقة دينية وأدبية تقليدية. بدأ دراسته في الكّتّاب منذ أن كان في الرابعة من عمره ، فذهب إلى المسجد أولًا، وأكمل دراسته الابتدائية في مدرسة سيف بن يعقوب هروي والثانوية في مدرسة عبد الرحمن الجامي.

بدأ في كتابة الشعر منذ 1979. ظهرت حب الوطن والغربة في قصائده. كان أخوه عبد الرسول طبيباً وشاعراً فساعده وارتاد الندوات والأمسيات الأدبية. له إلمام بالأدب والتصوف والفلسفة الإسلامية وعلم الكلام. سُجن في مايو 1979 لمعارضته للاحتلال الروسي. وفي يوليو من نفس العام، هاجر إلى إيران وسكن بمحافظة خراسان، وقضى بضع سنوات في مدينة بيرجند ثم استقر في مدينة مشهد عاصمة المحافظة. درّس بها لفترة في جمعية الشعراء الأفغان المهاجرين ثم في المركز الثقافي للحركة النسائية الإسلامية وقام بنشر مقالاته. تزوج عام 1989، ووالد زوجته هو عبد الكريم تَمنّا وهو كاتبًا وشاعرًا. واصل دراسته العالية في طهران فحصل على درجة الدكتوراه في الأدب الفارسي من جامعة تربية مدرس.

شغل العديد من المناصب، منها: رئيس إداري لولاية هرات ، أفغانستان 2001-2002، القائم بأعمال سفارة جمهورية أفغانستان الإسلامية في طهران 2002-2007، مستشار وزير خارجية جمهورية أفغانستان الإسلامية 2007-2010، مدرّس في معهد مشعل للتعليم العالي 2010. 

## مؤلفاته
له مؤلفات وأبحاث عديدة في الأدب الفارسي الحديث، منها:
- «نقد خلیلی؛ پژوهشی گذرا در جهان‌نگری استاد خلیلی»
- «گزیدۀ رباعیات بدیل»
- «بازگشت ادبی»
- «بیگانه برگی در ادبیات افغانستان»
- «عرفان یا دینامیزم تجدد»
- «جنبش مشروطیت و بازتاب‌های ادبی آن در افغانستان»
- «سیاه سپید اندورن»
- «بیدل در آیینۀ افغانستان»
- «خوشه‌هایی از جهان‌بینی بیدل»
- «دماغ اگر نشود كهنه»
- «از بلندای رسالت»
- «از تحجر تا تجدد»
- «بوطیقای بیدل»
- «چگونگی انسان در آثار بیدل»
- «مقایسۀ انسان كامل از دیدگاه بیدل و حافظ» (ردمك 9789645065100)
- «در خانه آفتاب» (ردمك  9789645065117)

ومن دواوينه الشعرية:
- «اشك خنده»
- «ستاك سكوت»
- «سرود مسلسل»
- «لبخند خدا»